# Draveurs de Trois-Rivières
Die Draveurs de Trois-Rivières waren eine kanadische Eishockeymannschaft aus Trois-Rivières, Québec. Das Team spielte von 1969 bis 1992 in einer der drei höchsten kanadischen Junioren-Eishockeyligen, der Québec Major Junior Hockey League (QMJHL).

## Geschichte
Die Mannschaft wurde 1969 unter dem Namen Ducs de Trois-Rivières als Franchise der Québec Major Junior Hockey League gegründet, womit sie eines der Gründungsmitglieder der Liga waren. Nach der Saison 1973/74 wurde der Name in Draveurs de Trois-Rivières geändert, unter dem sie bis 1992 spielten. Ihren größten Erfolg erreichten die Draveurs mit dem Gewinn der Coupe du Président in der Saison 1977/78 und 1978/79. Zunächst besiegten sie Junior de Montréal mit 8:0 im Finale 1978 und ein Jahr später die Castors de Sherbrooke mit demselben Ergebnis. Als Meister der QMJHL qualifizierten sie sich anschließend jeweils für das Finalturnier um den Memorial Cup, in welchem sie sich allerdings nicht gegen die anderen Mannschaften der Canadian Hockey League durchsetzen konnten. Neben den Titelgewinnen in der QMJHL scheiterte das Team aus Trois-Rivières 1981, 1982 und 1992 jeweils im Finale. 
Im Anschluss an die Saison 1991/92 wurde das Franchise nach Sherbrooke umgesiedelt, wo es anschließend unter dem Namen Faucons de Sherbrooke am Spielbetrieb der QMJHL teilnahm.

## Ehemalige Spieler
Folgende Spieler, die für die Ducs/Draveurs de Trois-Rivières aktiv waren, spielten im Laufe ihrer Karriere in der National Hockey League:
- Pierre Aubry
- Joel Baillargeon
- Ray Bourque
- Francois Breault
- Paul Brousseau
- Éric Charron
- Enrico Ciccone
- Jacques Cloutier
- Roland Cloutier
- Alain Daigle
- Richard David
- Martin Desjardins
- André Doré
- Donald Dufresne
- Benoit Gosselin
- Gilles Hamel
- Denis Herron
- Jean-François Labbé
- Pierre Lacroix
- Claude Lapointe
- Steve Larouche
- Alain Lemieux
- Claude Lemieux
- Éric Messier
- Bob Mongrain
- Yanic Perreault
- Michel Picard
- Alain Raymond
- Pascal Rhéaume
- Normand Rochefort
- Dominic Roussel
- Yves Sarault
- Jean-François Sauvé
- Martin St. Amour
- Christian Tanguay
- Jocelyn Thibault
- Brent Tremblay
- Pascal Trépanier
- Claude Verret
- Alain Vigneault

## Team-Rekorde

### Karriererekorde
Spiele: 270  Jacques Cloutier
Tore: 191  Yanic Perreault
Assists: 296  Claude Verret
Punkte: 462  Claude Verret
Strafminuten: 957  Sylvain Nantel